# Jogo do L

Tabuleiro e posição inicial do Jogo do L

O Jogo do L é um simples Jogo de tabuleiro abstrato de estratégia inventado por Edward de Bono. Foi apresentado em seu livro The Five-Day Course in Thinking ("Curso de raciocínio em Cinco Dias") de 1967.

## Descrição
O Jogo do L é um jogo de dois jogadores em um tabuleiro de 4x4 quadrados. Cada jogador tem uma peça de 3x2 em formato de L, e há duas peças neutras de 1x1 (discos pretos no diagrama).

### Regras
Cada vez, o jogador deve primeiro mover seu L, e então, facultativamente, mover uma das peças neutras. Vence quem deixar seu oponente incapaz de mover seu L a uma nova posição.
Peças não podem se sobrepor ou cobrir outras peças. Ao mover a peça L, ela é retirada do campo e recolocada em quaisquer quadrados vazios no tabuleiro. Nesse processo ela pode ser rotacionada ou mesmo virada ao contrário; a única regra é que ela deve terminar em uma posição diferente daquela na qual começou o turno—cobrindo portanto pelo menos um quadrado que não cobria previamente.

## Estratégia
Uma estratégia básica é usar uma peça neutra e seu próprio L para bloquear um espaço de 3x3 quadrados em um canto, e usar a outra peça neutra para prevenir o oponente de se mover a uma posição espelhada. Outra estratégia básica é de mover o L para bloquear metade do tabuleiro e usar as peças neutras para prevenir as alternativas remanescentes do oponente.
Essas posições podem ser atingidas quando uma peça neutra é deixada em um dos oito "espaços assassinos", os quadrados no perímetro do tabuleiro sem incluir os cantos. Na próxima jogada é possível usar o assassino para fechar um quadrado de 3x3, ou trancar uma posição no perímetro, ou realizar um bloqueio de meio tabuleiro usando a outra peça neutra.

## Análise
Em um jogo com dois jogadores perfeitos Nenhum vai jamais ganhar ou perder. O Jogo do L é pequeno o suficiente de for a ser um Jogo resolvido. Há 2296 possíveis configurações válidas das peças no tabuleiro, descontando rotações e espelhamentos, e considerando as duas peças neutras como idênticas. Qualquer coniguração pode ser atingida em qualquer partida por ambos os jogadores. Cada jogador perde em 15 dessas disposições caso seja sua vez. Todas as derrotas envolvem o L do perdedor posicionado em um canto. Cada jogador sempre pode também perder para um jogador perfeito em 14 turnos. Um jogador sempre pode forçar um empate jogando perfeitamente para sempre de qualquer uma das outras 2267 outras configurações.
Mesmo se nenhum jogador jogar perfeitamente, um jogo defensivo pode continuar indefinidamente se os jogadores forem bem cuidadosos de não colocar as peças neutras nas posições assassinas. Se ambos os jogadores forem capazes disso, uma variante morte-súbita das regras permite que os jogadores movam ambas as peças neutras em sua vez. Um jogador que consiga prever três rodadas à frente pode derrotar estratégias defensivas dentro da regra padrão.

## Referencias
- de Bono, Edward (1967). «The L Game: Strategic Thinking». The Five-Day Course in Thinking. [S.l.]: Basic Books Inc. pp. 149–206. LCCN 67027438
- Parlett, David (1999). «The L-Game». The Oxford History of Board Games. [S.l.]: Oxford University Press Inc. pp. 161–62. ISBN 0-19-212998-8
- Pritchard, D. B. (1982). «The L Game». Brain Games. [S.l.]: Penguin Books Ltd. pp. 107–12. ISBN 0-14-00-5682-3